# Marie-Anett Mey
Marie-Anett Mey (París, 3 de junio de 1971) es una modelo, artista, cantante y música francesa. Ganó popularidad y éxito masivo a lo largo de los años 1990 como la artista principal de Fun Factory, banda alemana de eurodance.

## Biografía
Aunque es francesa, creció en la ciudad alemana de Hamburgo. Allí conoció al músico Toni Cottura, con quien más tarde llegaría a Fun Factory.
Luego de su carrera musical, ella se dedicó al modelaje y a su retiro se convirtió en maquilladora. Actualmente trabaja para MAC Cosmetics, formó una familia y viven en Hamburgo.

## Carrera
En 1994 formó junto al rapero ghanés, Nana Abrokwa, el dúo «Darkness». La pareja no prosperó demasiado, pese al éxito de In My Dreams; el único sencillo que lanzaron y se disolvió. Mey alcanzó fama en Europa gracias al videoclip que dio a conocer su imponente físico, ya que la voz era de Balca Tözün; vocalista de Fun Factory.

### Fun Factory
Fue así como Toni Cottura la contactó para reemplazar a Tözün, quien supuestamente dejó la banda. Con su nueva vocalista, la banda fue un gran éxito y publicó su álbum debut NonStop.
En 1995 lanzaron su segundo álbum de estudio: Fun-Tastic y con este la banda alcanzó popularidad en todo el mundo, participando incluso en Love Message; una reunión musical cumbre del eurodance en 1996. Sin embargo, la banda se disolvió en 1997.
Más tarde se reveló que Tözün continuó siendo un cantante de estudio para todos los lanzamientos, mientras Mey estaba en el escenario modelando y bailando con la banda, y además también Sara M. Baker cantó algunas canciones. En 2013 la banda regresó sin Mey.

### Solista
Mey y Stephan Browarczyk reclutaron a Ray Horton (ex The Real Milli Vanilli) y formaron «Fun Affairs», pero no tuvieron éxito y se separaron.
En 2000 lanzó brevemente una carrera musical en solitario, lanzando su primer y único sencillo: Be The One, el lado B fue Light in my Life. Mey decidió retirarse de la industria musical luego de esto.